# پیرینو در مقابل همه

آلوارو ویتالی (راست) در صحنه‌ای از فیلم.

پیرینو در مقابل همه (ایتالیایی: Pierino contro tutti) یک فیلم کمدی سکسی سبک ایتالیایی به کارگردانی مارینو جیرولامی است که در سال ۱۹۸۱ منتشر شد.

## گزیدهٔ بازیگران
- آلوارو ویتالی
- میکلا میتی
- میکله گامینو
- سوفیا لومباردو
- انتسو لیبرتی
- ریکاردو بیلی
- ماریزا مرلینی
- انتسو گارینی
- انتسو روبوتی
- آتیلیو دوتزیو
- انیو آنتونلی
- دینو کاسیو
- دیانا دئی
- کریستینا موفا
- سالواتوره باکارو
- فرانکا اسکانیه‌تی
- وینچنتسو کروچیتی
- فرانچسکا رومانا کولوتسی